# クリスティアン・マゴマ
クリスティアン・マゴマ（Christian Maghoma, 1997年11月8日 - ）は、コンゴ民主共和国・ルブンバシ出身のサッカー選手。ポジションはディフェンダー(CB)。
「マグホマ」という表記もよく見られる。

## クラブ経歴
プレミアリーグのトッテナム・ホットスパーFCのユースチーム出身。トッテナムのトップチームでの出場機会は無く、2018年に退団した。
2018年6月18日にポーランド・エクストラクラサのアルカ・グディニャへ加入した。
2020年8月26日、ジリンガムFCに移籍した。
2021年8月20日、イーストリーFCに2022年1月までの期限でレンタル移籍。
2022年6月16日、イーストリーFCに完全移籍。

## 代表経歴
アンダー世代ではイングランド代表に招集された経験もあるが、2017年5月にコンゴ民主共和国代表に初招集され、6月に行われたボツワナ代表との親善試合でデビューした。

## 人物
兄のジャック・マゴマも元サッカー選手であり、クリスティアンと同じくトッテナム・ホットスパーFCのユース出身。
弟のパリス・マゴマもサッカー選手であり、こちらはブレントフォードFCに所属している。

## 獲得タイトル
アルカ・グディニャ
- スーパーカップ:1回 (2018年)[5]